# 薮鸟属
薮鸟属（学名：Atrichornis），是雀形目薮鸟科的唯一一个属。该属包含噪薮鸟和棕薮鸟两个物种。